# リファーイー教団

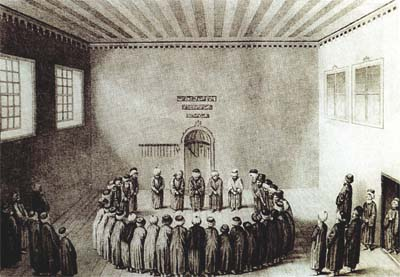
リファーイー教団によるズィクル

リファーイー教団（Rifa'i、Rufa'i、Rifa'iyya、Rifa'iya、アラビア語:الرفاعية）はアフマド・アル・リファーイーが興し、イラクのワースィトからバスラにかけての低湿地帯を中心として発展を遂げたスーフィズムの一派。カーディリー教団の台頭する15世紀頃までは信者が最も多かったが、現在はエジプト・カイロで特に影響力が強いと言われ、中近東のみならずトルコやバルカン半島、南アジアにも信者が分布している。熱せられた石炭の上を歩く、生きた蛇を口にするなどの荒行を行うことで知られ、ヨーロッパ人からは「吼えるデルヴィーシュ（スーフィー教団員）」とも称せられた。

## 歴史
教団の成立時期は12世紀ごろとされ、宗教的共同体の長を務めていた母方の叔父・マンスール・アル・バターイヒから、アル・リファーイーがその地位を継承したのが1145年頃で、この時期から多数の信者を引き連れ活動を行っていたとされる。その後、アブー･ファトフ･ワースィティーによりエジプトやシリア、トルコにも勢力が急速に拡大。1268年にはアブー・ムハンマド・アリー・ハリーリーがシリアに分派（ハリーリー派）を立ち上げる。しかし、15世紀に入るとカーディリー教団が台頭し教団の勢力が衰微、アラブ地域が主たる拠点となる。
他教団の礼拝や思想を混交した教団内の反主流派の動きも活発で、例えばイスタンブールのケンーアン・リファーイー率いるグループはメヴレヴィー教団の要素が強く、トルコの農村部におけるリファーイー教団はベクタシー教団などの伝統を色濃く反映している。
14世紀から15世紀にかけてはアナトリア半島に進出し、イブン・バットゥータは同半島中部で教団のハーンカー（修道場）を書き残している。ハーンカーがオスマン帝国の首都イスタンブールにも見られ始めた17世紀から19世紀までは、トルコを拠点とするようになり、ここからバルカン半島（とりわけボスニア）やコソヴォ、アルバニアにも力を伸ばした。

## 独特の荒行
信者は興奮状態になると蛇を生のまま食したり、炎に包まれたオーブンの中に入ったり、ライオンの上に乗るなどの荒行を行う。また、体に鉄釘や砕いたガラスを突き刺す苦行も行うという。こうした教団を特徴付ける荒行・苦行を、アフマド・アル・リファーイーが創始したか否かは明らかでない。しかし、この修行をアル・リファーイーによるものとする学者がいる一方で、モンゴル帝国の侵攻以後に成立したのではないかとする説を唱える学者も存在するなど、諸説紛々たる状況である。